# Шоај
Шоај (фр. Choye) насеље је и општина у источној Француској у региону Франш-Конте, у департману Горња Саона која припада префектури Везул.
По подацима из 2011. године у општини је живело 407 становника, а густина насељености је износила 28,26 становника/km². Општина се простире на површини од 14,4 km². Налази се на средњој надморској висини од 211 метар (максималној 280 m, а минималној 197 m).

## Демографија
| 1962. | 1968. | 1975. | 1982. | 1990. | 1999. | 2011. |
| ----- | ----- | ----- | ----- | ----- | ----- | ----- |
| 321   | 333   | 349   | 365   | 352   | 354   | 407   |

График промене броја становника у току последњих година